# Титовский, Алексей Леонидович
Алексей Леонидович Титовский (род. 10 июля 1981, Салехард, Тюменская область) — российский государственный деятель. Мэр Салехарда с 15 октября 2019 года.

## Биография
Родился 10 июля 1981 года в городе Салехард.
В 2003 году окончил Тюменский государственный университет по специальности «Лингвист-переводчик», в 2007 году там же получил специальность «Юриспруденция», а в 2012 году окончил университет по специальности «Финансы».
В 2007—2009 годах работал помощником заместителя губернатора Ямало-Ненецкого автономного округа.
В 2009—2010 годах являлся заместителем начальника управления внешнеэкономической деятельности Департамента международных и внешнеэкономических связей Ямало-Ненецкого автономного округа. В 2010—2014 годах стал начальником управления. С апреля по октябрь 2014 года был заместителем директора Департамента международных и внешнеэкономических связей ЯНАО.
С октября 2014 по 2018 год занимал должность директора Департамента по науке и инновациям ЯНАО.
В 2018 году Титовский был назначен Министром природных ресурсов и экологии РФ Дмитрием Кобылкином на должность директора Департамента государственной политики и регулирования в сфере развития особо охраняемых природных территорий и Байкальской природной территории.
15 октября 2019 года Алексей Титовский был избран депутатами Городской думы на пост главы муниципального образования город Салехард.